# Jakob Möllinger
Jakob Möllinger (in amtlichen Dokumenten Jakob Möllinger II.; * 4. September 1811 in Monsheim; † 20. Oktober 1885 ebenda) war ein hessischer Gutsbesitzer und Politiker und Abgeordneter der Zweiten Kammer der Landstände des Großherzogtums Hessen.
Jakob Möllinger war der Sohn des Gutsbesitzers Johannes Möllinger und dessen Ehefrau Esther, geborene Möllinger. Möllinger, der Mennonit war, war Gutsbesitzer in Monsheim und heiratete Veronika geborene Janson.
Von 1851 bis 1856 gehörte er der Zweiten Kammer der Landstände an. Er wurde für den Wahlbezirk Rheinhessen 9/Westhofen/Pfeddersheim gewählt.